# Agent Hamilton 2 – In persönlicher Mission
Agent Hamilton 2 – In persönlicher Mission ist ein schwedischer Actionfilm von Tobias Falk aus dem Jahr 2012, basierend auf der Coq-Rouge-Reihe des schwedischen Autors Jan Guillou.

## Handlung
Als in Schweden ein politisches Attentat durchgeführt werden soll, verhindert der schwedische Geheimagent Carl Hamilton dieses zusammen mit seinen beiden Freundinnen und Kolleginnen Ewa Tanguy vom schwedischen Nachrichtendienst Säpo und Mouna al Fathar von der PLO. Dabei wird der Attentäter aber bei einem Fluchtversuch erschossen. Dieses Attentat galt einem palästinensischen Politiker, der für eine Friedenskonferenz nach Stockholm angereist war.
Als wenig später Ewa auch noch im schwedischen Fernsehen ein Interview gibt, in dem sie sich darüber hinaus islamkritisch äußert, wird sie endgültig zum Opfer der Medien, und der Scheich Abdul-Rahman, der hinter dem Attentat stand, lässt daraufhin ihre Tochter Nathalie entführen und will sie bei sich in einer Wüstenfestung in Saudi-Arabien zu einer gläubigen und frommen Muslima umerziehen.
Hamilton, der gleichzeitig Nathalies Taufpate ist, beschließt, Nathalie mit einigen Waffengefährten zu befreien, nachdem die Behörden sowohl in Schweden als auch in Großbritannien ihm jede Hilfe verweigert haben, weil diese und die CIA Abdul-Rahman wegen seines Öls schützen wollen. Zusammen mit Mouna und Nathalies in Frankreich lebendem Vater, Pierre Tanguy, plant Hamilton den Befreiungsschlag. Außerdem ist Patrik Wärnstrand, der unwissentlich in die Entführung verstrickt war, mit von der Partie. Mouna stellt allerdings die Bedingung, dass auch Abdul-Rahman selbst gefangen genommen werden soll, damit dieser für seine zahlreichen Verbrechen vor Gericht gestellt werden kann.
Bevor die Befreiungsaktion jedoch beginnen kann, nehmen Hamilton und Mouna noch den Söldner Oliver McCullen gefangen, der sie an dem geplanten Vorhaben hindern sollte. Mit McCullens Hilfe erhält Hamilton anschließend genug Informationen über die Festung, um die Befreiung durchführen zu können.
Nachdem Mouna al Fathar noch die nötige Ausrüstung beschafft hat, geht die Aktion los, bei der sowohl Abdul-Rahman gefangen genommen als auch Nathalie befreit wird. Allerdings stirbt Patrik Wärnstrand und Hamilton wird gefangen genommen und gefoltert, weil die CIA um Bruce Curtis Abdul-Rahman durch ihn freipressen will. Mouna ist deswegen verzweifelt, weil ihr außer Hamilton niemand mehr in ihrem Leben geblieben ist. Dieser wird allerdings wenig später von Abdul-Rahmans Bruder Arahan freigelassen, der Abdul-Rahmans Verbrechen noch nie gutgeheißen hatte, aber erst jetzt eingreifen konnte.
In der letzten Einstellung des Films fliegt Hamilton nach Beirut und schließt Mouna doch noch in seine Arme.

## Kritiken
Agent Hamilton 2 erhielt im Vergleich zu seinem Vorgänger eher zurückhaltende bis negative Kritiken. Bei der Internet Movie Database hat der Film eine durchschnittliche Benutzerwertung von 5,6 von 10 Sternen.

„Gegenüber dem stark inszenierten ersten Auftritt sind Regie und Skript im zweiten Hamilton-Film ungleich schwächer – teils wähnt man sich fast in einer Agentenfilmparodie.“

In Schweden erhielt der Film vorwiegend negative Kritiken. Die Boulevardzeitungen Aftonbladet und Expressen bewerteten ihn mit 1 von 5 Punkten.

„Drehbuch und Regie lassen viel/alles zu wünschen übrig. Blöderweise spart man sich das meiste Schießpulver bis zum Finale und dann ist es immer noch nur bedingt spannend. Bis dahin ist es abwechselnd dumm und langweilig.“

„Eine Beleidigung für jeden denkenden Menschen.“